# Caren Miosga (Fernsehsendung)
Caren Miosga ist eine Talkshow mit politischem Schwerpunkt im öffentlich-rechtlichen Fernsehen (Das Erste, tagesschau24 und phoenix), die seit dem 21. Januar 2024 ausgestrahlt wird. Die Namensgeberin und Moderatorin der Sendung ist Caren Miosga.

## Geschichte

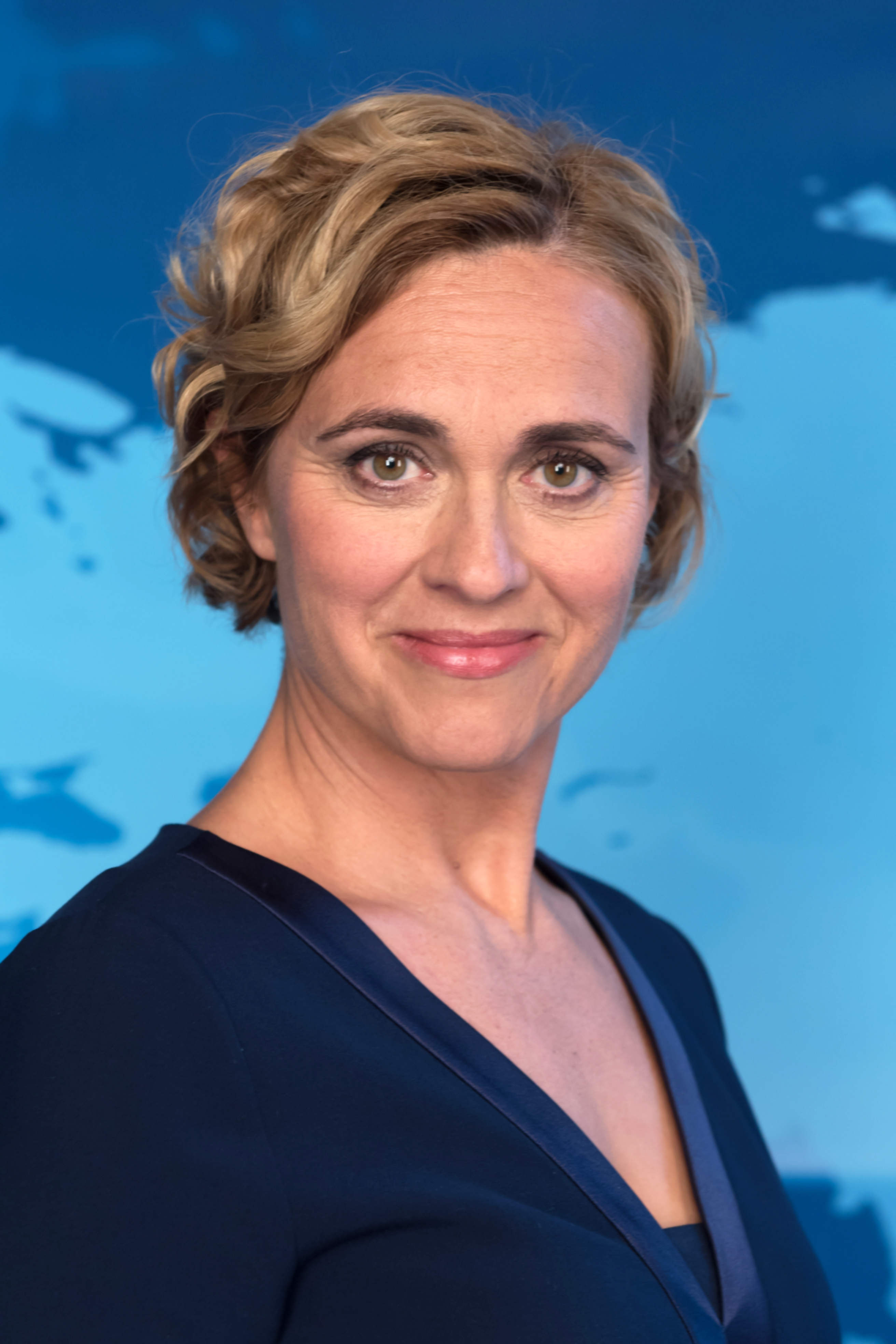
Moderatorin Caren Miosga (2016)

Caren Miosga trat die Nachfolge der Sendung Anne Will (2007–2023) an, die sonntags um 21:45 Uhr ausgestrahlt wurde. Nachdem Anne Will bekanntgegeben hatte, dass sie ihren Ende 2023 auslaufenden Vertrag nicht verlängern werde, fiel die Wahl auf Caren Miosga, die zuvor 16 Jahre lang die Tagesthemen im Ersten moderiert hatte.

## Produktion
Die Sendung wird im Auftrag des Norddeutschen Rundfunks live im Studio Berlin Adlershof von Miosgas eigener Produktionsfirma, der MIO Media GmbH, produziert. Für das Jahr 2024 wurden 30 Ausgaben vereinbart. Für das Jahr 2025 erhöhte der Norddeutsche Rundfunk die Anzahl der Sendungen auf 32, indem er im Januar zwei zusätzliche Sendungen im Hinblick auf die auf Februar vorgezogenen Bundestagswahl ansetzte.

## Rezeption
An dem Format wird verschiedentlich eine zu geringe journalistische Distanz kritisiert.

## Themen und Gäste der Sendung
Die Sendungen sind chronologisch nach der Ausstrahlung sortiert:

### 2024
| Nr. (ges.) | Nr. (St.) | Originaltitel                                                                           | Erstausstrahlung | Gäste                                                                                 |
| ---------- | --------- | --------------------------------------------------------------------------------------- | ---------------- | ------------------------------------------------------------------------------------- |
| 1          | 1         | Merz richtet die CDU neu aus – wird Deutschlands Zukunft konservativ?                   | 21. Jan. 2024    | Friedrich Merz (1), Anne Hähnig (1), Armin Nassehi (1)                                |
| 2          | 2         | Kann die Ukraine den Krieg noch gewinnen, Herr Selenskyj?                               | 28. Jan. 2024    | Wolodymyr Selenskyj, Lars Klingbeil (1), Sabine Fischer, Vassili Golod                |
| 3          | 3         | Überfordert die Ampel Deutschland, Herr Habeck?                                         | 4. Feb. 2024     | Robert Habeck (1), Julia Löhr, Gunnar Groebler                                        |
| 4          | 4         | Wird der Osten unregierbar, Herr Ramelow?                                               | 25. Feb. 2024    | Bodo Ramelow, Thomas de Maizière (1), Katharina Warda                                 |
| 5          | 5         | Wie geht Politik in ernsten Zeiten, Herr Söder?                                         | 3. März 2024     | Markus Söder (1), Mariam Lau, Julia Reuschenbach (1)                                  |
| 6          | 6         | Putins Krieg und Deutschlands Rolle: Wie undiplomatisch können Sie sein, Frau Baerbock? | 10. März 2024    | Annalena Baerbock (1), Michael Thumann, Minna Ålander                                 |
| 7          | 7         | Wofür braucht es die SPD noch, Herr Klingbeil?                                          | 17. März 2024    | Lars Klingbeil (2), Helene Bubrowski, Moritz Schularick (1)                           |
| 8          | 8         | Zerbricht die Ampel am Geld, Herr Lindner?                                              | 7. Apr. 2024     | Christian Lindner (1), Kristina Dunz, Jens Südekum                                    |
| 9          | 9         | Iran greift Israel an – Eskaliert die Lage im Nahen Osten jetzt?                        | 14. Apr. 2024    | Bijan Djir-Sarai, Natalie Amiri, Guido Steinberg (1)                                  |
| 10         | 10        | Zwischen Kreml-Nähe und Rechtsextremismus – Wofür steht die AfD, Herr Chrupalla?        | 21. Apr. 2024    | Tino Chrupalla, Joe Kaeser, Nadine Lindner                                            |
| 11         | 11        | Ist Deutschlands Unterstützung für die Ukraine grenzenlos, Frau Strack-Zimmermann?      | 28. Apr. 2024    | Marie-Agnes Strack-Zimmermann, Nicole Deitelhoff (1), Heribert Prantl (1)             |
| 12         | 12        | Hilft Reden gegen Radikale, Herr Kretschmer?                                            | 5. Mai 2024      | Michael Kretschmer, Elisabeth Niejahr, Ilko-Sascha Kowalczuk                          |
| 13         | 13        | Immer mehr Hass und Gewalt – wie sicher ist Deutschland, Frau Faeser?                   | 26. Mai 2024     | Nancy Faeser, Güner Yasemin Balcı, Ronen Steinke (1)                                  |
| 14         | 14        | Hetze, Krisen, Umbrüche – kann Politik noch zusammenführen?                             | 2. Juni 2024     | Ricarda Lang (1), Armin Laschet (1)                                                   |
| 15         | 15        | Europa hat gewählt – wohin steuert Deutschland?                                         | 9. Juni 2024     | Kevin Kühnert, Jens Spahn (1), Melanie Amann (1), Jürgen Trittin                      |
| 16         | 16        | Nach Solingen: Wie schützen wir uns vor islamistischer Gewalt?                          | 25. Aug. 2024    | Herbert Reul, Saskia Esken (1), Sineb El Masrar, Michael Götschenberg, Jochen Kopelke |
| 17         | 17        | Nach den Landtagswahlen in Sachsen und Thüringen                                        | 1. Sep. 2024     | Thomas de Maizière (2), Anne Hähnig (2), Robin Alexander (1)                          |
| 18         | 18        | Ist mit Ihnen ein Staat zu machen, Frau Wagenknecht?                                    | 8. Sep. 2024     | Sahra Wagenknecht, Thorsten Frei (1), Michael Bröcker                                 |
| 19         | 19        | Was treibt die Union im Asylstreit, Herr Wüst?                                          | 15. Sep. 2024    | Hendrik Wüst (1), Gerald Knaus, Gilda Sahebi                                          |
| 20         | 20        | Nach den Wahlen: Was wird aus Deutschland, Herr Gauck?                                  | 22. Sep. 2024    | Joachim Gauck, Julia Reuschenbach (2), Steffen Mau                                    |
| 21         | 21        | Neustart bei den Grünen – Finale für die Ampel?                                         | 29. Sep. 2024    | Omid Nouripour, Karl Lauterbach, Christian Dürr, Kerstin Münstermann (1)              |
| 22         | 22        | Ist der Krieg im Nahen Osten noch zu stoppen, Frau Baerbock?                            | 6. Okt. 2024     | Annalena Baerbock (2), Guido Steinberg (2), Daniel Gerlach                            |
| 23         | 23        | Sind Sie ein Mann für morgen, Herr Merz?                                                | 13. Okt. 2024    | Friedrich Merz (2)                                                                    |
| 24         | 24        | Harris oder Trump – Amerika vor der Entscheidung                                        | 3. Nov. 2024     | Sigmar Gabriel (1), Cathryn Clüver Ashbrook, Julius van de Laar, Jörg Wimalasena      |
| 25         | 25        | Ampel-Aus und Trump-Comeback – wie geht es weiter, Herr Bundeskanzler?                  | 10. Nov. 2024    | Olaf Scholz                                                                           |
| 26         | 26        | Nach dem Ampel-Aus: Wie viel Stillstand kann sich Deutschland leisten?                  | 17. Nov. 2024    | Lars Klingbeil (3), Markus Söder (2), Kerstin Münstermann (2)                         |
| 27         | 27        | Vor den Neuwahlen – wie grün wird die Zukunft, Herr Habeck?                             | 24. Nov. 2024    | Robert Habeck (2), Ursula Weidenfeld, Albrecht von Lucke                              |
| 28         | 28        | Wollten Sie die Wirtschaft oder die FDP retten, Herr Lindner?                           | 1. Dez. 2024     | Christian Lindner (2), Moritz Schularick (2), Eva Quadbeck                            |
| 29         | 29        | 1000 Tage Krieg gegen die Ukraine – wird jetzt verhandelt?                              | 8. Dez. 2024     | Armin Laschet (2), Claudia Major (1), Moritz Gathmann                                 |
| 30         | 30        | Vor der Vertrauensfrage – was sind die Lehren aus dem Ampel-Aus?                        | 15. Dez. 2024    | Peer Steinbrück, Ricarda Lang (2), Robin Alexander (2)                                |

### 2025
| Nr. (ges.) | Nr. (St.) | Originaltitel                                                               | Erstausstrahlung | Gäste                                                                                               |
| ---------- | --------- | --------------------------------------------------------------------------- | ---------------- | --------------------------------------------------------------------------------------------------- |
| 31         | 1         | Schon wieder GroKo? Was Union und SPD für Deutschland wollen                | 12. Jan. 2025    | Saskia Esken (2), Reiner Haseloff, Veit Medick                                                      |
| 32         | 2         | Trump zurück im Weißen Haus – was jetzt, Frau Baerbock?                     | 19. Jan. 2025    | Annalena Baerbock (3), Wolfgang Ischinger, Kenneth Weinstein                                        |
| 33         | 3         | Wie wird Deutschland wieder sicher, Herr Wüst?                              | 26. Jan. 2025    | Hendrik Wüst (2), Thomas Jung, Ronen Steinke (2), Vanessa Vu                                        |
| 34         | 4         | Was für ein Deutschland wollen Sie, Frau Weidel?                            | 2. Feb. 2025     | Alice Weidel, Robin Alexander (3), Hildegard Müller                                                 |
| 35         | 5         | Caren Miosga nach dem Duell                                                 | 9. Feb. 2025     | Lars Klingbeil (4), Markus Söder (3), Melanie Amann (2)                                             |
| 36         | 6         | Deal ohne Europa: Was planen Trump und Putin für die Ukraine?               | 16. Feb. 2025    | Norbert Röttgen (1), Oleksij Makejew, Carlo Masala, Constanze Stelzenmüller                         |
| 37         | 7         | Caren Miosga nach der Wahl                                                  | 23. Feb. 2025    | Jens Spahn (2), Franziska Brantner, Alexander Schweitzer, Dagmar Rosenfeld                          |
| 38         | 8         | Eklat zwischen Trump und Selenskyj: Steht Europa jetzt allein?              | 2. März 2025     | Annalena Baerbock (4), Armin Laschet (3), Claudia Major (2), Frederik Pleitgen (1)                  |
| 39         | 9         | „Whatever it takes“: Was ist uns unsere Sicherheit wert, Herr Söder?        | 9. März 2025     | Markus Söder (4), Herfried Münkler, Sabine Adler                                                    |
| 40         | 10        | Ist auf Trumps Amerika noch Verlass, Herr Klingbeil?                        | 30. März 2025    | Lars Klingbeil (5), Florence Gaub, Rieke Havertz                                                    |
| 41         | 11        | Müssen wir uns für Krieg rüsten, um Frieden zu sichern, Herr Fischer?       | 6. Apr. 2025     | Joschka Fischer, Jana Puglierin, Hauke Friederichs                                                  |
| 42         | 12        | Geht so Ihr Politikwechsel, Herr Merz?                                      | 13. Apr. 2025    | Friedrich Merz (3)                                                                                  |
| 43         | 13        | Trumps Ukraine-Deal: Neue Hoffnung auf Frieden?                             | 4. Mai 2025      | Sigmar Gabriel (2), Nicole Deitelhoff (2), Rebecca Barth, Franz-Stefan Gady                         |
| 44         | 14        | Merz’ Fehlstart: Wie will die neue Regierung Vertrauen gewinnen, Herr Frei? | 11. Mai 2025     | Thorsten Frei (2), Kerstin Münstermann (3), Armin Nassehi (2)                                       |
| 45         | 15        | Putin versetzt Selenskyj – und Europa schaut zu?                            | 18. Mai 2025     | Norbert Röttgen (2), Claudia Major (3), Rüdiger von Fritsch, Heribert Prantl (2)                    |
| 46         | 16        | Müssen wir für unseren Wohlstand mehr arbeiten, Herr Linnemann?             | 25. Mai 2025     | Carsten Linnemann, Christiane Benner, Moritz Schularick (3)                                         |
| 47         | 17        | Krieg in Nahost – Wohin führt die Eskalation zwischen Israel und dem Iran?  | 15. Juni 2025    | Guido Steinberg (3), Frederik Pleitgen (2), Isabel Schayani, im Schaltgespräch: Sophie von der Tann |
| 48         | 18        | Vor dem NATO-Gipfel – Wann sind wir kriegstüchtig, Herr Pistorius?          | 22. Juni 2025    | Boris Pistorius                                                                                     |

## Einschaltquoten
Im Premierenjahr 2024 lagen die Einschaltquoten bis Stand Anfang Dezember durchschnittlich bei 3,2 Millionen Zuschauern und einem Marktanteil von 14,3 %.